# Chaetabraeus tuberosus
Chaetabraeus tuberosus är en skalbaggsart som först beskrevs av Cooman 1931.  Chaetabraeus tuberosus ingår i släktet Chaetabraeus och familjen stumpbaggar. Inga underarter finns listade i Catalogue of Life.